# سونگسک
سونگسک (به لهستانی:  Sońsk) یک روستا در لهستان است که در گمینا سونگسک واقع شده‌است. سونگسک ۸۸۱ نفر جمعیت دارد.